# Gehren (Strasburg)
Gehren ist ein Ortsteil der amtsfreien Stadt Strasburg (Uckermark) im Landkreis Vorpommern-Greifswald in Mecklenburg-Vorpommern.

## Geographie
Der Ort liegt neun Kilometer nördlich von Strasburg (Uckermark) in der südlichen Hälfte seiner gleichnamigen Gemarkung, welche vollumfänglich Teil des Landschaftsschutzgebietes Brohmer Berge und des Naturparks Am Stettiner Haff ist. Die Nachbarorte sind Heinrichswalde im Nordosten, Gehren Ausbau und Rothemühl im Osten, Neuensund und Klepelshagen im Südosten, Georgenthal und Matzdorf im Südwesten sowie Rohrkrug und Wietsch im Nordwesten.